# 常照寺 (京都市)

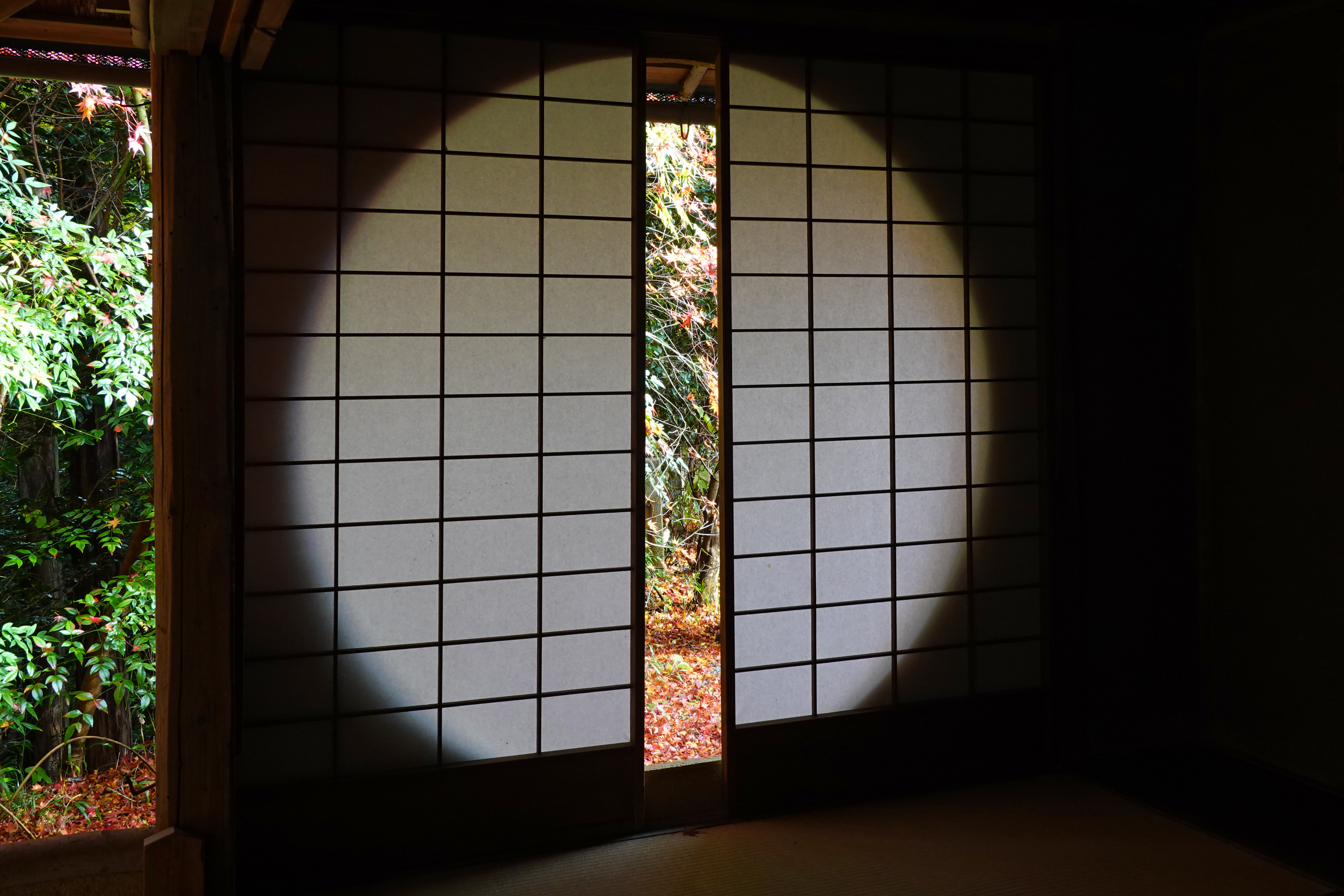
遺芳庵の吉野窓

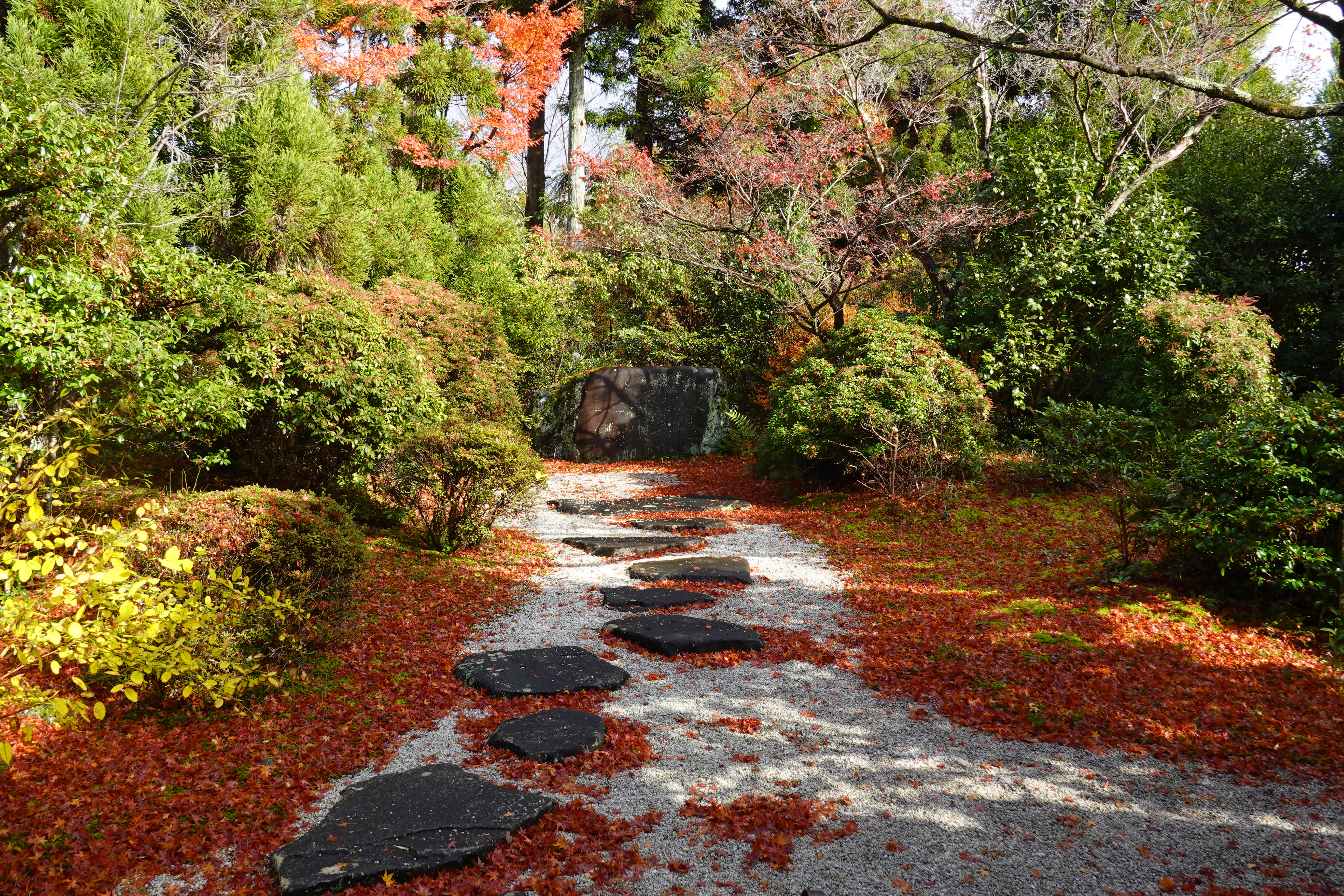
帯塚

常照寺（じょうしょうじ）は、京都市北区の鷹峯にある日蓮宗の寺院。山号は寂光山。本尊は三宝尊。旧本山は身延山久遠寺。親師法縁。桜や紅葉の名所として有名である。

## 歴史
江戸時代の芸術家である本阿弥光悦は、慶長年間（1596年 - 1615年）の初年には現在の光悦寺の地に別宅を構えていたが、元和元年（1615年）に徳川家康により付近一帯の土地を与えられた。『本阿弥行状記』によれば、当時は「辻斬り追い剥ぎ」の出没する物騒な地であったという。
翌、元和2年（1616年）に光悦とその養子・光瑳により「法華の鎮所」がこの地に建立された。これが当寺の起源である。
元和5年（1619年）になり本格的にこの地に移り住んだ光悦は、一族や様々な工芸の職人とその家族ら100人以上を集住させて一大芸術村、いわゆる光悦村を作り上げた。また自らの屋敷の近くに法華題目堂を建立している。その法華題目堂は光悦の死後に光悦寺となっている。
寛永4年（1627年）に光瑳の招きによって日蓮宗の中興の祖日乾が「法華の鎮所」に入ると、日乾はこれを正式に寺院として整備して寂光山常照寺と名付け、学寮である檀林（鷹峰檀林）を開いた。後の最盛期には大小30余りの堂宇が建ち並び、学僧200余人が学んでいたと記録が残る。その頃には常照講寺とも呼ばれるようになっていた。
寛永5年（1628年）には日乾に帰依していた遊女の2代目吉野太夫により、山門（吉野門）が寄進されている。また、当寺には2代目吉野太夫の墓もあることから、当寺は2代目吉野太夫ゆかりの寺院となっている。
1872年（明治5年）に学制発布により鷹峰檀林が廃止されると、往年の賑やかさは失われてしまった。

## 境内
- 本堂 - 創建時は講堂であった。扁額「旃檀林」は日潮の筆。
- 庫裏
- 比翼塚 - 2代目吉野太夫と夫である豪商の灰屋紹益の供養塔。1971年（昭和46年）に片岡仁左衛門により建立された。
- 開山廟 - 日乾の墓。
- 2代目吉野太夫の墓
- 茶室「聚楽亭」
- 茶室「遺芳庵」 - 2代目吉野太夫を偲んで夫の灰屋紹益が寄進したもの。壁にある大きな円窓は2代目吉野太夫が好んだことから吉野窓という。円の一番下の部分は切り取られており、完全な円にはならないように作られている。
- 池
- 常富大菩薩堂 - 鎮守社。能勢妙見山で修行して常富大菩薩となった白狐を祀る。
- 宝蔵
- 鬼子母尊神堂
- 妙法龍神堂
- 帯塚 - 1969年（昭和44年）に伊豆蔵福治郎が発起人となって浄財を集め、建てられたもの。徳島県の吉野川産の自然石でできており、日本唯一の帯を供養する塚である。また、鷹峰三山を表している。
- 庭園 - 帯塚と共に中根金作による作庭。
- 山門（吉野門） - 寛永5年（1628年）に2代目吉野太夫によって寄進された朱塗りの山門。また2代目吉野太夫は下京区の蓮久寺にも朱塗りの山門を寄進している。

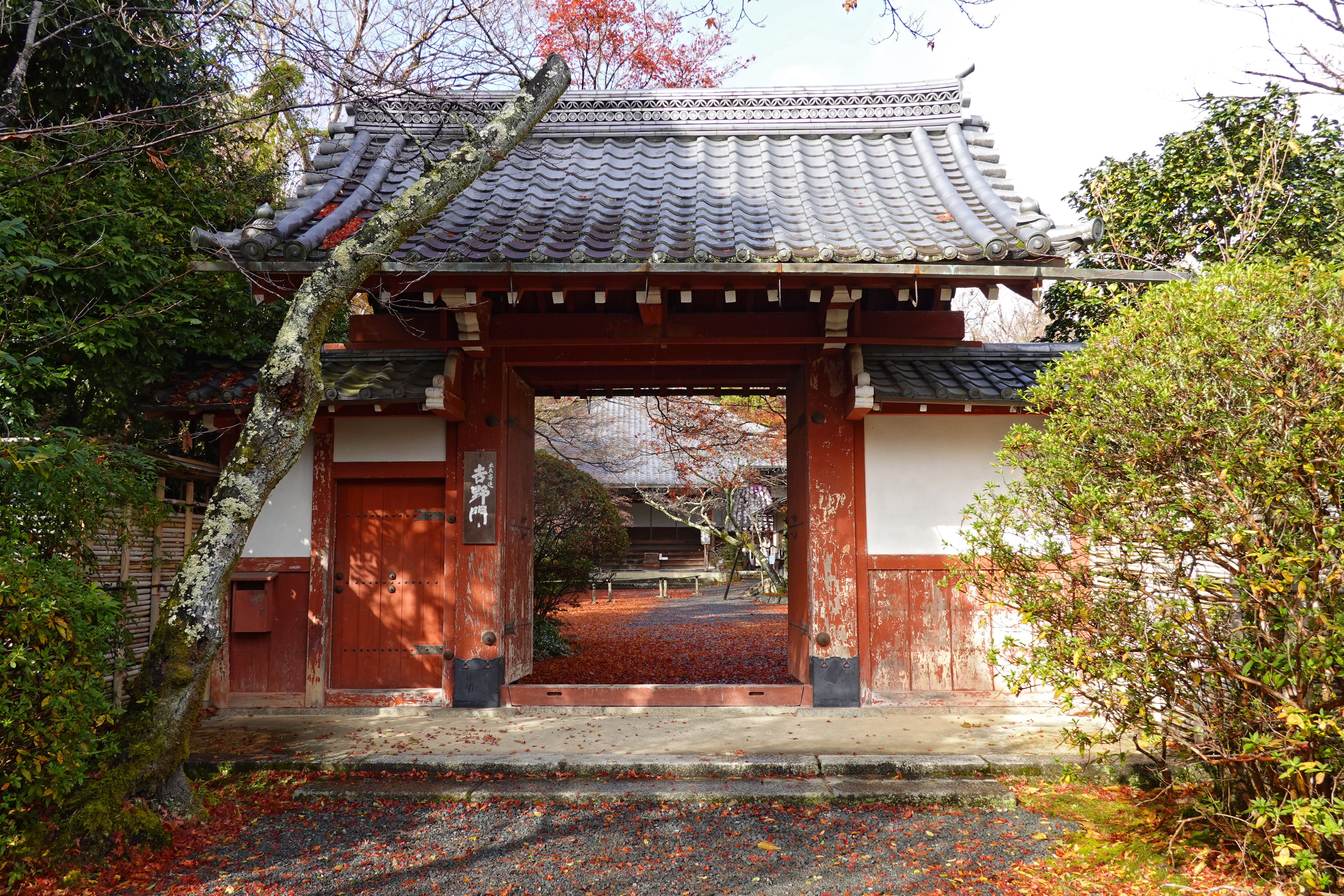
吉野門
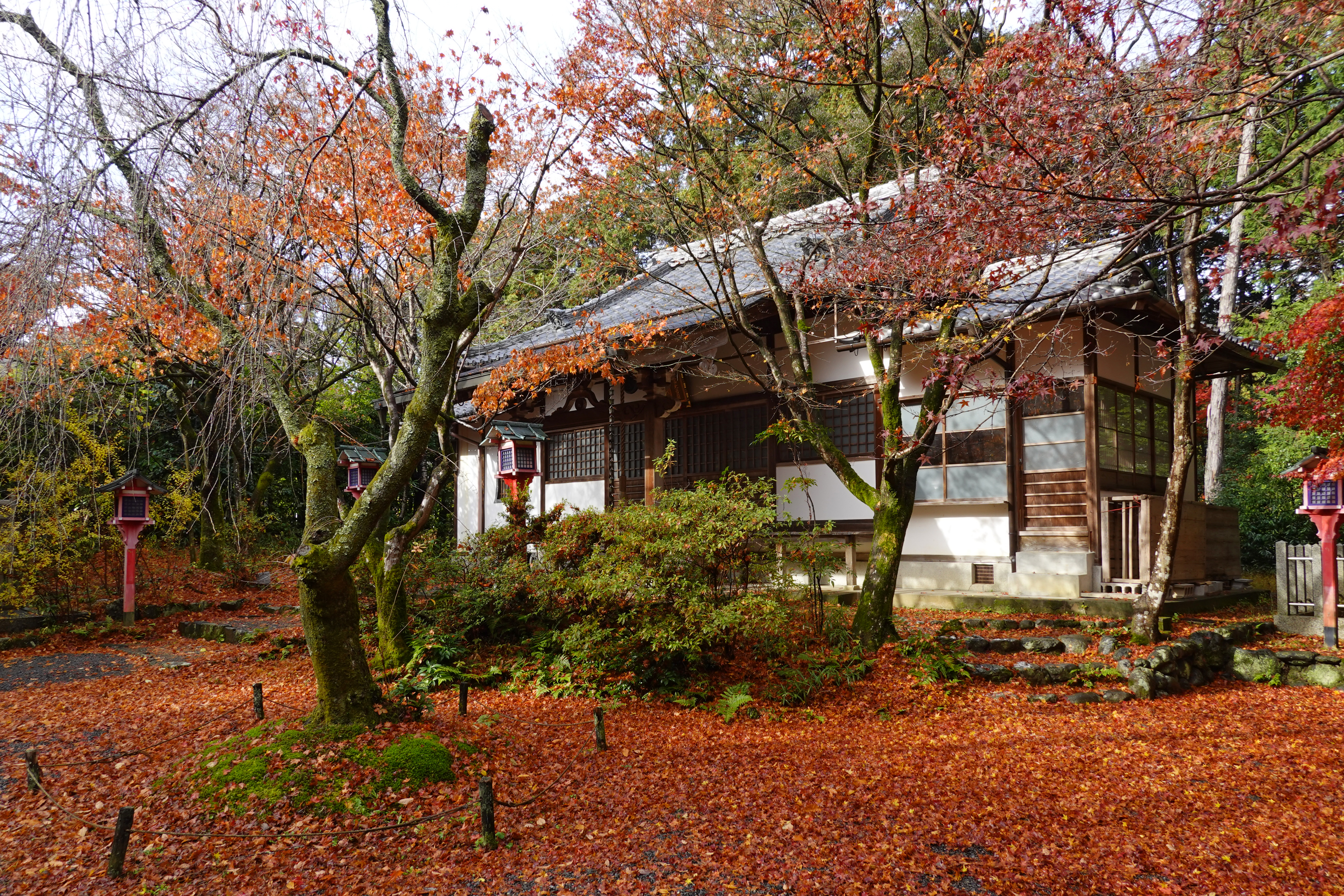
常富大菩薩堂
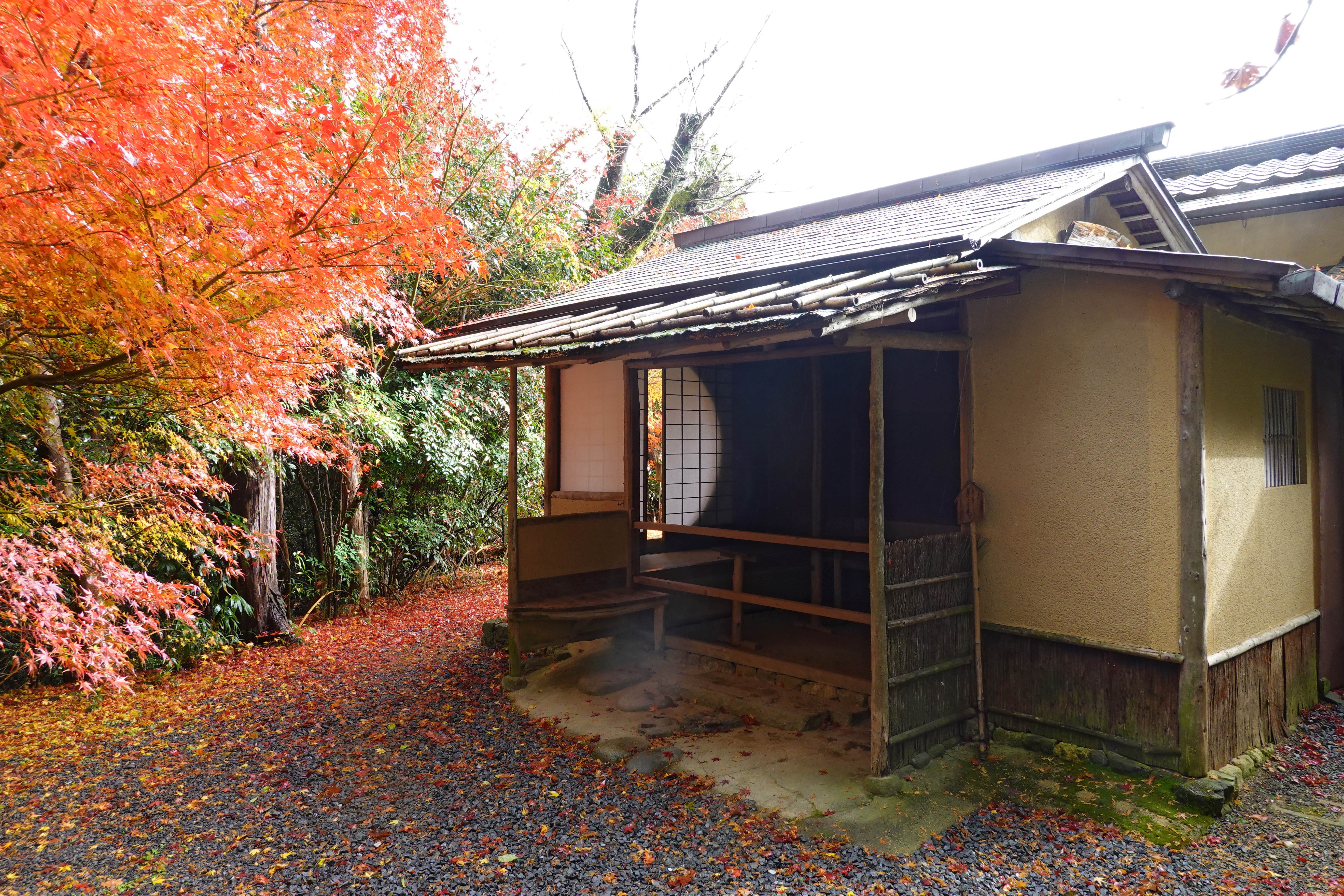
遺芳庵
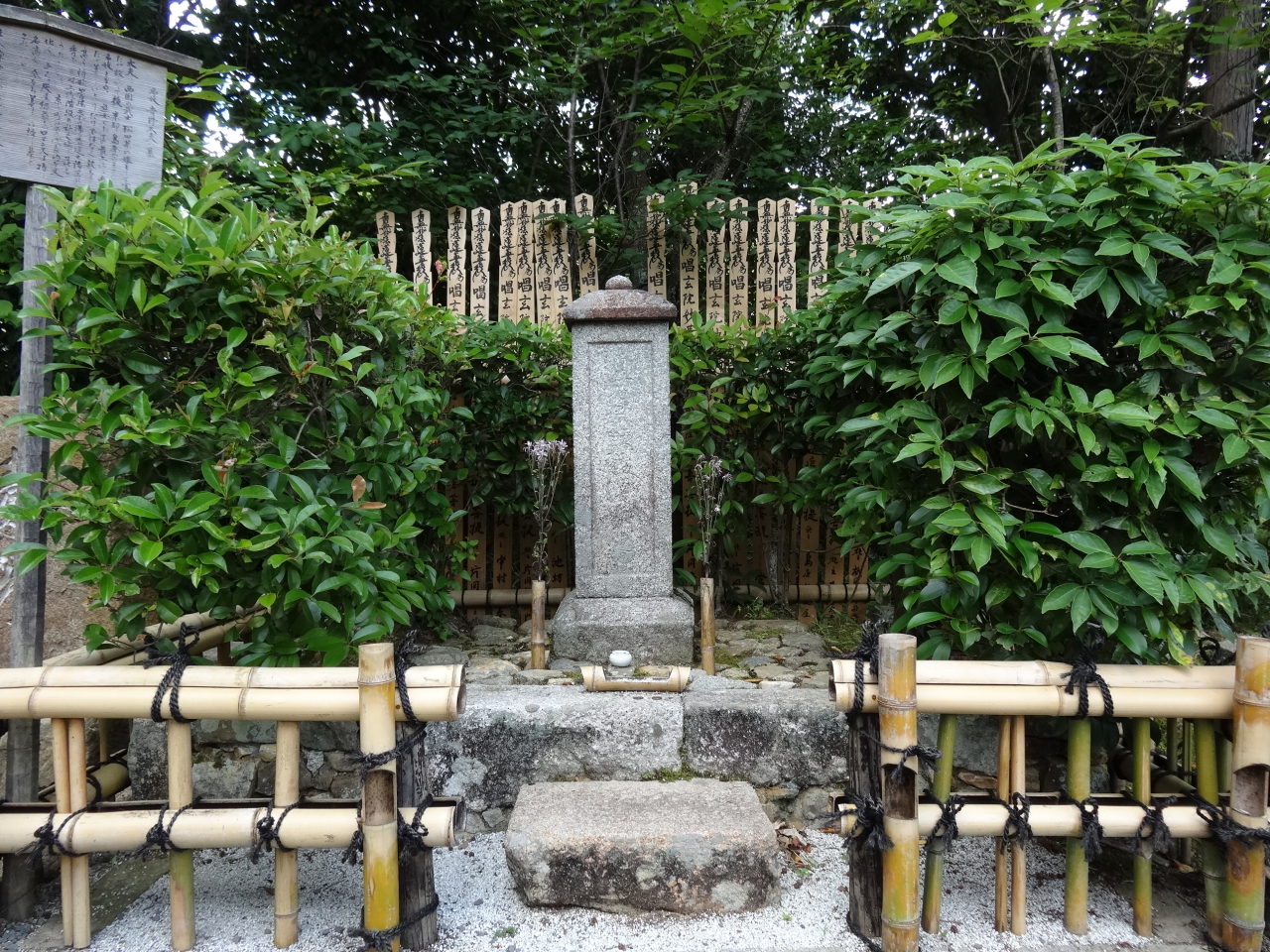
2代目吉野太夫の墓
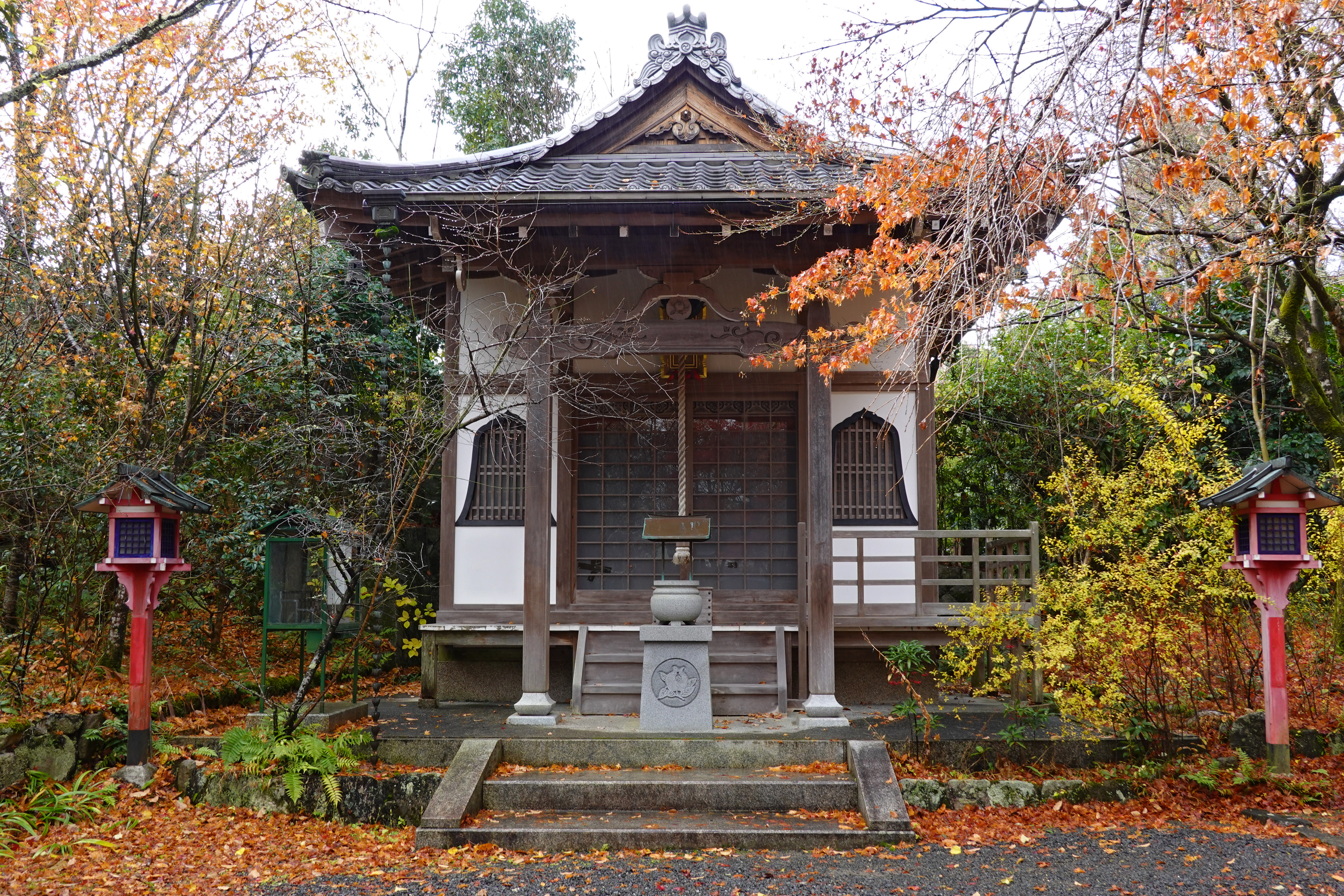
鬼子母尊神堂

## 交通アクセス
- 京都市営バス源光庵前バス停下車

## 周辺
- 源光庵
- 光悦寺

## 参考資料
- 日蓮宗寺院大鑑編集委員会『宗祖第七百遠忌記念出版 日蓮宗寺院大鑑』大本山池上本門寺 (1981年)